# Campanula takesimana
Campanula takesimana of Koreaans klokje is een plant uit de klokjesfamilie (Campanulaceae).
De botanische naam is afgeleid van het Koreaanse eilandje Takeshima, ook wel bekend als Dok-do. Ook wordt Ullung-do als eiland genoemd.
De plant wordt ongeveer 0,5 m hoog. De witte tot roze bloemen bloeien in juni en juli. De zaden rijpen hierna, dit vergt twee maanden.
Ze bedekt de grond met een bladrozet van hartvormige bladeren. In zachte winters kan de plant groenblijvend zijn.
De soort onderscheidt zich van Campanula punctata doordat onder meer de bladeren korter en breder zijn.

## Ecologie
De tweeslachtige bloemen worden bestoven door bijen, vliegen, kevers en vlinders en motten. Ook kan zelfbestuiving optreden. Hiernaast verbreidt de plant zich vegetatief door de wortelstokken.

## Tuin
In de tuin heeft deze plant redelijk vochtige, matig voedselrijke grond met een goede afwatering nodig. De plant heeft voorkeur voor een zonnige standplaats.
De zaden kunnen in het voorjaar, na een koude overwintering, onder glas gezaaid worden. De ontkieming vergt meestal twee weken bij 18 °C. Na de laatste nachtvorst kunnen ze buiten uitgeplant worden.
In het najaar kan het nodig zijn ze wat in te perken, of is het een goede tijd om een kluit naar een andere plaats in de tuin over te brengen.

## Cultivars
- Campanula takesimana 'Alba': heeft zuiver witte bloemen.
- Campanula takesimana 'Beautiful Truth' (soms foutief vermeldt onder de naam 'Beautiful Trust').
- Campanula takesimana 'Elizabeth': donkerrood gespikkeld.

## Gebruik
Zoals bij veel Campanula- soorten kunnen zowel de bladeren als de bloemen rauw of gekookt gegeten worden. De bladeren hebben een zacht zoete smaak, maar worden na de bloei bitter.
... · 
C. alliariifolia · 
C. alpestris (Allioni's klokje) · 
C. alpina · 
C. americana · 
C. arvatica · 
C. barbata · 
C. baumgartenii · 
C. carpatica (Karpatenklokje) · 
C. cervicaria (Ruw klokje) · 
C. cespitosa · 
C. cochleariifolia · 
C. exigua · 
C. garganica · 
C. glomerata (Kluwenklokje) · 
C. grossekii · 
C. lasiocarpa · 
C. latifolia (Breed klokje) · 
C. medium (Mariëtteklokje) · 
C. patula (Weideklokje) · 
C. persicifolia (Prachtklokje) · 
C. portenschlagiana (Dalmatiëklokje) · 
C. poscharskyana (Kruipklokje) · 
C. pulla · 
C. punctata · 
C. pyramidalis (Piramideklokje) · 
C. rapunculoides (Akkerklokje) · 
C. rapunculus (Rapunzelklokje) · 
C. rhomboidalis (Bergklokje) · 
C. rotundifolia (Grasklokje) · 
C. sarmatica · 
C. scheuchzeri · 
C. sibirica · 
C. spicata · 
C. takesimana · 
C. thyrsoides · 
C. trachelium (Ruig klokje) · 
C. zoysii · 
...